# واکسن ویروس سینسیتیال تنفسی
واکسن ویروس سینسیتیال تنفسی (واکسن RSV) واکسنی است که از عفونت توسط ویروس سین‌سیشیال تنفسی جلوگیری می‌کند. در حال حاضر هیچ واکسن مجازی علیه RSV وجود ندارد، گرچه یک شایان ذکر است یک واکسن در حال حاضر در آزمایش‌های بالینی قرار دارد.

## تاریخچه
تلاش برای ایجاد واکسن RSV در دهه ۱۹۶۰ با روش واکسن غیرفعال شروع شد که موفق نبود، که با قرار دادن ویروس RSV در فرمالدهید (RSV غیرفعال شده با فرمالدهید (FI-RSV)) ایجاد شده بود. متأسفانه، این واکسن پدیده‌ای را ایجاد کرد که به عنوان بیماری تنفسی تقویت شده مرتبط با واکسن (VAERD) شناخته شد، که در آن کودکانی که قبلاً در معرض RSV قرار نگرفته بودند و متعاقباً واکسینه شده بودند در صورت قرار گرفتن در معرض ویروس به شکل شدید بیماری RSV دچار می‌شدند. عوارض خود ویروس، شامل تب، خس خس سینه و برونکوپنومونی، در حدود هشتاد درصد از چنین کودکانی (در مقابل 5 controls از گروه‌های کنترل شده در معرض ویروس) در بیمارستان بستری شدند و دو کودک بر اثر واکنش التهابی کشنده ریه در اولین عفونت طبیعی RSV پس از واکسیناسیون نوزادان نوع ساده RSV جان خود را از دست دادند. این فاجعه مانع توسعه واکسن در سال‌های آینده شد.
مقاله‌ای در سال ۱۹۹۸ گزارش داد که تحقیقات در زمینه تولید واکسن طی ۱۰ سال گذشته بسیار پیشرفت کرده‌است. واکسن مورد نظر از عفونت تنفسی تحتانی از RSV در جمعیت‌های در معرض خطر جلوگیری می‌کند و در صورت امکان در سایر جمعیت‌های با خطر کمتر مفید خواهد بود. بیست سال بعد، مقاله‌ای در سال ۲۰۱۹ به‌طور مشابه ادعا کرد که تحقیقات در زمینه تولید واکسن طی ۱۰ سال گذشته بسیار پیشرفت کرده‌است. همان مطالعه پیش‌بینی کرد که واکسن ظرف ۱۰ سال در دسترس خواهد بود.
انواع فعلی واکسن‌هایی که در حال تحقیق هستند عبارتند از واکسن‌های مبتنی بر ذرات، واکسن‌های تضعیف شده، واکسن‌های زیر واحد پروتئینی یا واکسن‌های مبتنی بر ناقل.

## دست‌آورد نهایی
واکسن DS-Cav1 برای RSV، یک واکسن زیر واحد پروتئینی، بی خطر است و «با افزایش قدرت آنتی‌بادی‌های RSV F و فعالیت خنثی کننده‌ای که در مرحله اولیه حداقل ۴۴ هفته ادامه داشته» را در تست مرحله اول بالینی نشان می‌دهد. بر اساس مطالعه ای که در آوریل ۲۰۲۱ در The Lancet Respiratory Medicine منتشر شد. واکسنی با استفاده از این آنتی‌ژن، به نام GSK3888550A و توسعه یافته توسط گلاکسواسمیت‌کلاین (GSK)، در حال حاضر در مرحله ۳ آزمایش‌ها بالینی است که این مورد از نوامبر ۲۰۲۰ آغاز شد. بارنی اس گراهام و پیتر کوانگ از مؤسسه ملی آلرژی و بیماری‌های عفونی واگیر، به همراه جیسون مک الان، محقق سابق فوق دکتری در VRC که در حال حاضر استادیار دانشگاه تگزاس در آستین می‌باشد، پیشرفت DS را بر عهده داشتند. -Cav1. آنتی‌ژن واکسن، یک نسخه تثبیت شده از پروتئین F ویروس، با استفاده از طراحی واکسن مبتنی بر این ساختار توسعه داده شده. در اوت ۲۰۲۱، Moderna تعیین سریع مسیر FDA ایالات متحده برای واکسن ویروس سوسیالیستی تنفسی را دریافت کرد.